# 上田明子 (プロデューサー)
上田 明子（うえだ あきこ、1986年1月3日 - ）は、日本のテレビプロデューサー、元ディレクター。
NHK制作局第4制作ユニット所属。

## 略歴
物語を読むのが好きで、学生時代は演劇部で活動。ドキュメンタリー制作を志してNHKに入局の後、甲府放送局在籍中の2012年にラジオドラマ『祖父と手紙と僕と』の演出を手掛けたことで本当にやりたかったことに気づき、ドラマ制作へと進む。
東京へ異動となり、連続テレビ小説『まれ』、大河ドラマ『真田丸』で助監督、ドラマ10『この声をきみに』などで演出を務めた後、企画を立ち上げ演出も務めたよるドラ『腐女子、うっかりゲイに告る。』が話題を呼ぶ。
2020年のよるドラ『伝説のお母さん』よりプロデューサーに転身する。
2022年、NHKで新たに立ち上げた“脚本開発に特化したチーム”WDRプロジェクトにプロデューサーとして参加。

## 作品

### テレビドラマ
- 連続テレビ小説
  - まれ（2015年） - 助監督
  - おかえりモネ（2021年）
- 大河ドラマ 真田丸（2016年）- 助監督
- 土曜ドラマ
  - 4号警備（2017年） - デスク
  - 3000万（2024年） - プロデューサー
- ドラマ10 この声をきみに（2017年） - 演出
- 学校へ行けなかった私が「あの花」「ここさけ」を書くまで（2018年） - デスク
- よるドラ
  - 腐女子、うっかりゲイに告る。（2019年） - 演出
  - 伝説のお母さん（2020年） - プロデューサー
  - 恋せぬふたり（2022年） - プロデューサー
- 夜ドラ
  - ミワさんなりすます（2023年） - プロデューサー
  - 未来の私にブッかまされる!?（2024年） - プロデューサー

### ラジオドラマ
- FMシアター
  - 祖父と手紙と僕と（2012年、甲府局制作） - 演出
  - 天空の道標（2013年） - 演出
- 特集オーディオドラマ
  - うつくしい靴（2024年） - 制作統括